# Maarten Jurgens
 (septembre 2024).
Maarten Constant Maria Jurgens (né le 18 août 1944 à Nimègue) est un cavalier néerlandais de concours complet.

## Carrière
Maarten Jurgens participe aux  Jeux olympiques d'été de 1972 à Munich au sein d'une délégation de militaires. Il est disqualifié dans l'épreuve individuelle et fait partie de l'équipe des Pays-Bas qui est également disqualifiée.
En 1973, il est champion néerlandais militaire.